# 阿沃朗日 (科多尔省)
阿沃朗日（法語：Avelanges，法語發音：[avlɑ̃ʒ]）是法国科多尔省的一个市镇，属于第戎区。

## 地理
阿沃朗日（47°35'9"N, 5°1'31"E）面积6.08 平方千米，位于法国勃艮第-弗朗什-孔泰大區科多尔省，该省份为法国中东部省份，北起奥布省，西接涅夫勒省和约讷省，南至索恩-卢瓦尔省，东南接汝拉省，东临上索恩省，东北部与上马恩省接壤。
与阿沃朗日接壤的市镇（或旧市镇、城区）包括：阿沃、索勒迪克、普瓦瑟勒莱索、蒂耶河畔马雷。

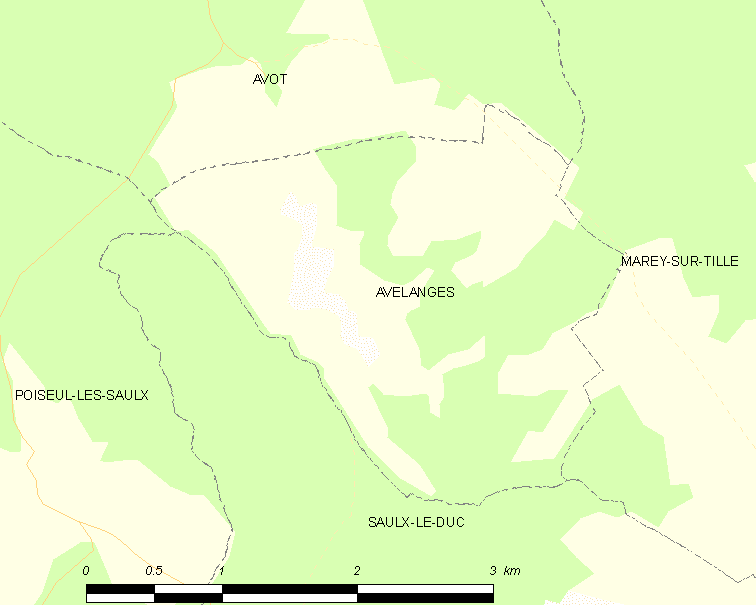
的OSM定位图

阿沃朗日的时区为UTC+01:00、UTC+02:00（夏令时）。

## 行政
阿沃朗日的邮政编码为21120，INSEE市镇编码为21039。

## 政治
阿沃朗日所属的省级选区为蒂耶河畔伊斯县。

## 人口

1962-2008年间人口变化图示

阿沃朗日于2022年1月1日时的人口数量为35人。